# Citi Open 2017 - Qualificazioni singolare maschile
Le qualificazioni del singolare maschile del Citi Open 2017 sono state un torneo di tennis preliminare per accedere alla fase finale della manifestazione. I vincitori dell'ultimo turno sono entrati di diritto nel tabellone principale. In caso di ritiro di uno o più giocatori aventi diritto a questi sono subentrati i lucky loser, ossia i giocatori che hanno perso nell'ultimo turno ma che avevano una classifica più alta rispetto agli altri partecipanti che avevano comunque perso nel turno finale.

## Teste di serie
1. Ramkumar Ramanathan (qualificato)
2. Yuki Bhambri (qualificato)
3. Marc Polmans (ultimo turno, Lucky loser)
4. Austin Krajicek (ultimo turno)
5. Edan Leshem (qualificato)
6. João Pedro Sorgi (ultimo turno)

1. Sekou Bangoura (qualificato)
2. Alessandro Bega (qualificato)
3. Liam Broady (ultimo turno)
4. Alejandro González (ultimo turno)
5. Marinko Matosevic (ultimo turno)
6. Wil Spencer (primo turno)

## Qualificati
1. Ramkumar Ramanathan
2. Yuki Bhambri
3. Alexios Halebian

1. Sekou Bangoura
2. Edan Leshem
3. Alessandro Bega

### Lucky loser
1. Marc Polmans

## Tabellone

### Legenda
| - Q = Qualificato - WC = Wild card - LL = Lucky loser | - ALT = Alternate - SE = Special Exempt - PR = Protected Ranking | - w/o = Walkover - r = Ritirato - d = Squalificato |

### Sezione 1
|  | 1º turno | 1º turno          | 1º turno          | 1º turno | 1º turno |  |  | 2º turno            | 2º turno            | 2º turno            | 2º turno | 2º turno |  |
|  |          |                   |                   |          |          |  |  |                     |                     |                     |          |          |  |
|  |          |                   |                   |          |          |  |  | Ramkumar Ramanathan | Ramkumar Ramanathan | Ramkumar Ramanathan | 7        | 6        |  |
|  | Alt      | Patrick Kypson    | Patrick Kypson    | 1        | 1        |  |  | Marinko Matosevic   | Marinko Matosevic   | Marinko Matosevic   | 5        | 3        |  |
|  | 11       | Marinko Matosevic | Marinko Matosevic | 6        | 6        |  |  |                     |                     |                     |          |          |  |

### Sezione 2
|  | 1º turno | 1º turno    | 1º turno    | 1º turno | 1º turno |  |  | 2º turno     | 2º turno     | 2º turno     | 2º turno | 2º turno |  |
|  |          |             |             |          |          |  |  |              |              |              |          |          |  |
|  |          |             |             |          |          |  |  | Yuki Bhambri | Yuki Bhambri | Yuki Bhambri | 6        | 6        |  |
|  | PR       | Frank Moser | Frank Moser | 2        | 4        |  |  | Liam Broady  | Liam Broady  | Liam Broady  | 2        | 4        |  |
|  | 9        | Liam Broady | Liam Broady | 6        | 6        |  |  |              |              |              |          |          |  |

### Sezione 3
|  | 1º turno | 1º turno         | 1º turno       | 1º turno | 1º turno |  |  | 2º turno         | 2º turno         | 2º turno         | 2º turno | 2º turno |  |
|  |          |                  |                |          |          |  |  |                  |                  |                  |          |          |  |
|  | 3        | Marc Polmans     | Marc Polmans   | 6        | 6        |  |  |                  |                  |                  |          |          |  |
|  | Alt      | Nicholas Reyes   | Nicholas Reyes | 1        | 3        |  |  | Marc Polmans     | Marc Polmans     | Marc Polmans     | 65       | 5        |  |
|  |          | Alexios Halebian | 6              | 5        | 6        |  |  | Alexios Halebian | Alexios Halebian | Alexios Halebian | 7        | 7        |  |
|  | 12       | Wil Spencer      | 1              | 7        | 4        |  |  |                  |                  |                  |          |          |  |

### Sezione 4
|  | 1º turno | 1º turno        | 1º turno        | 1º turno | 1º turno |  |  | 2º turno        | 2º turno        | 2º turno | 2º turno | 2º turno |  |
|  |          |                 |                 |          |          |  |  |                 |                 |          |          |          |  |
|  | 4        | Austin Krajicek | Austin Krajicek | 6        | 6        |  |  |                 |                 |          |          |          |  |
|  |          | Connor Farren   | Connor Farren   | 2        | 2        |  |  | Austin Krajicek | Austin Krajicek | 7        | 5        | 4        |  |
|  | WC       | Ryan Goetz      | 2               | 7        | 0        |  |  | Sekou Bangoura  | Sekou Bangoura  | 6(1)     | 7        | 6        |  |
|  | 7        | Sekou Bangoura  | 6               | 62       | 6        |  |  |                 |                 |          |          |          |  |

### Sezione 5
|  | 1º turno | 1º turno           | 1º turno           | 1º turno | 1º turno |  |  | 2º turno           | 2º turno           | 2º turno           | 2º turno | 2º turno |  |
|  |          |                    |                    |          |          |  |  |                    |                    |                    |          |          |  |
|  | 5        | Edan Leshem        | Edan Leshem        | 6        | 7        |  |  |                    |                    |                    |          |          |  |
|  | Alt      | Alex Rybakov       | Alex Rybakov       | 2        | 6        |  |  | Edan Leshem        | Edan Leshem        | Edan Leshem        | 6        | 6        |  |
|  | WC       | Ulises Blanch      | Ulises Blanch      | 3        | 4        |  |  | Alejandro González | Alejandro González | Alejandro González | 4        | 2        |  |
|  | 10       | Alejandro González | Alejandro González | 6        | 6        |  |  |                    |                    |                    |          |          |  |

### Sezione 6
|  | 1º turno | 1º turno         | 1º turno        | 1º turno | 1º turno |  |  | 2º turno         | 2º turno         | 2º turno         | 2º turno | 2º turno |  |
|  |          |                  |                 |          |          |  |  |                  |                  |                  |          |          |  |
|  | 6        | João Pedro Sorgi | 4               | 6        | 6        |  |  |                  |                  |                  |          |          |  |
|  | WC       | Damon Gooch      | 6               | 1        | 2        |  |  | João Pedro Sorgi | João Pedro Sorgi | João Pedro Sorgi | 4        | 4        |  |
|  | WC       | Danny Thomas     | Danny Thomas    | 63       | 3        |  |  | Alessandro Bega  | Alessandro Bega  | Alessandro Bega  | 6        | 6        |  |
|  | 8        | Alessandro Bega  | Alessandro Bega | 7        | 6        |  |  |                  |                  |                  |          |          |  |